# 디디에 부르동
디디에 부르동(프랑스어: Didier Bourdon, 1959년 1월 23일 ~ )은 배우, 희극 배우, 영화 각본가, 영화 감독, 영화 제작자이다.
프랑스령 알제리의 알제에서 태어났다.

## 작품 목록

### 영화 출연
- 타인의 피 (1984, Le Sang des autres)
- 거짓말하는 눈 (1992, L'Œil qui ment)
- 기계 (1994, La Machine)
- 삼형제와 상속자 (1995) - 디디에 역
- 외계인 (2000, Les Rois mages)
- 팡팡 튤립 (2003)
- 7년의 결혼생활 (2003, Sept Ans de mariage)
- 어느 멋진 순간 (2006) - 프란시스 듀플롯 역
- 마담 이르마 (2006, Madame Irma)
- 부케 파이널 (2008, Bouquet final)
- 공원 벤치 (2009, Bancs publics (Versailles Rive-Droite))
- 그레잇 하이웨이 뮤지컬 (2012, Comme un air d'autoroute) - 데그랑 역
- Les Trois Frères : Le Retour (2014) - 디디에 라투르 역
- 여인공화국의 재키 (2014, Jacky au royaume des filles)
- 홈 스윗 홈 (2014, Un village presque parfait)
- Les Profs 2 (2015)
- 알리바이 닷 컴 (2016) - 제라흐 / 장 클로드 역
- 새벽의 약속 (2017) - 알렉스 역
- Garde alternée (2017)

### 영화 연출 및 각본
- 삼형제와 상속자 (1995)
- 7년의 결혼생활 (2003, Sept Ans de mariage)
- 마담 이르마 (2006, Madame Irma)